# Burrium

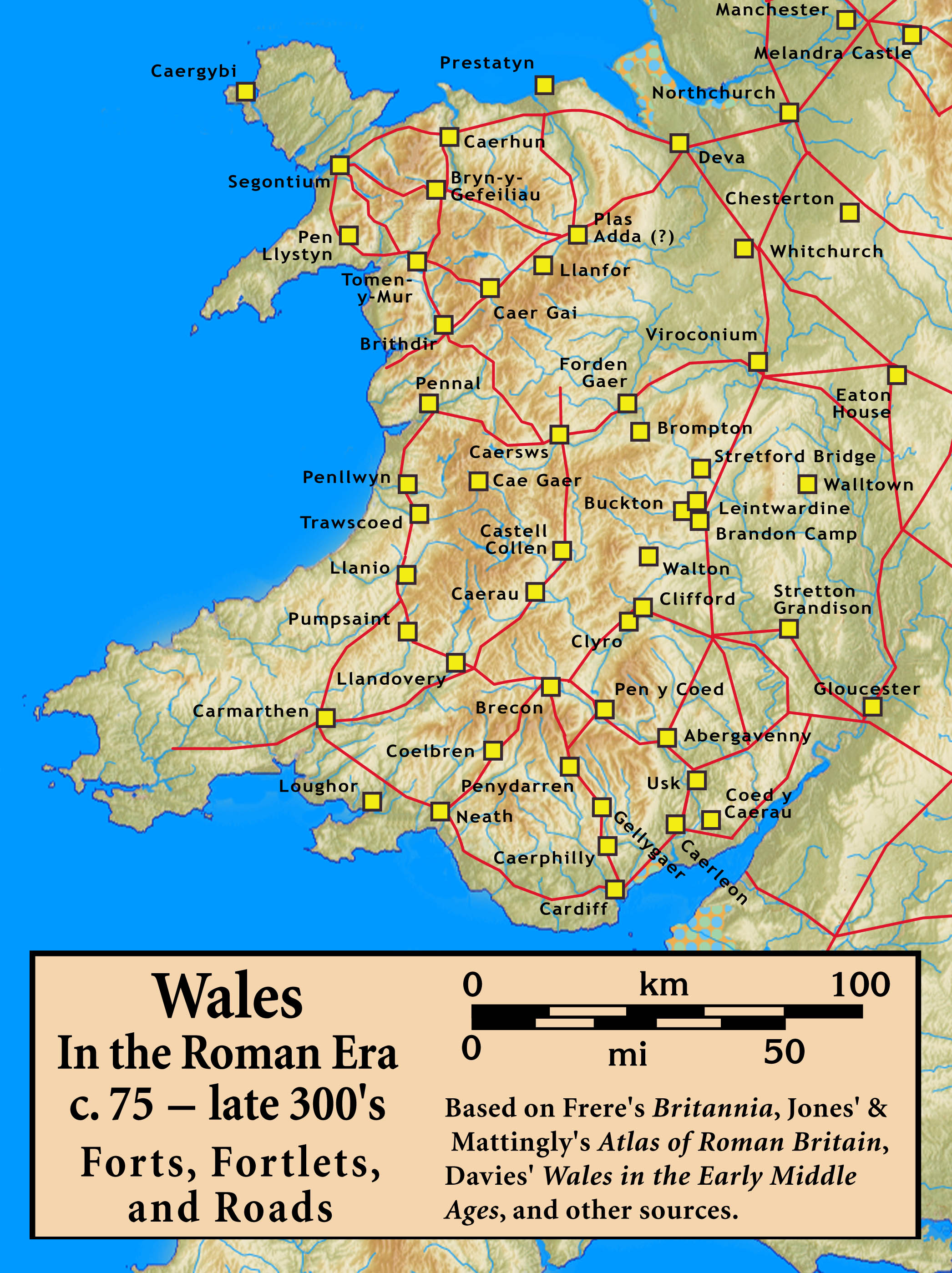
Wales v době římské. Pevnosti, silnice

Burrium byla starověká římská legionářská pevnost v Británii. Její pozůstatky dnes leží pod městečkem Usk v hrabství Monmouthshire v jihovýchodním Walesu.

## Starověk

### Založení pevnosti

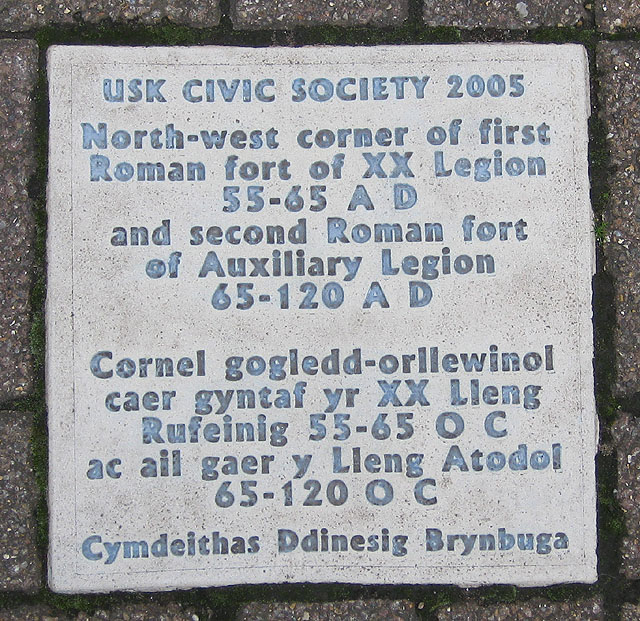
Jedna z celého souboru dlaždic zasazených do chodníku na historických místech města Usk

Římané pevnost založili na ploše přesahující 19 hektarů okolo roku 55 n. l., pravděpodobně pro Dvacátou legii (Legio XX Valeria Victrix) a snad i další, pomocnou jednotku (auxilia) jízdy s 500 muži.

### Popis pevnosti
Pevnost byla obehnána vnějším příkopem ve tvaru písmena V, valem z vykopané hlíny a drnů, na který navazovala palisáda. Po ní bylo možné chodit, pevnost měla dřevěné věže a na každé straně bránu.
Pevnost sahala od nynějšího kláštera až za věznici. Byla tam legie s pěti tisíci mužů v době, kdy řeka Usk pravděpodobně tvořila hranici Římské říše.

### Dvacátá legie
Legie XX Valeria Victrix získala tento název pravděpodobně v době, kdy jí v provincii Ilýrie velel guvernér Marcus Valerius Messalla Messallinus, známý též jako římský senátor a konzul. „Valeria" je odvozeno od jména velitelovy rodiny, „Victrix" („vítězná") odkazuje na dosažená vítězství.
V roce 65 n. l. nepochybně byla v pevnosti legie XX Valeria Victrix, ale doklady o tom, že pevnost vybudovali právě její legionáři, se zatím nenašly.
Pevnost sehrála klíčovou roli při porážce mocného kmene Silurů, který Římanům vytrvale kladl odpor.

#### Reorganizace
V roce 66 (podle jiného zdroje 68) však byla Dvacátá římská legie při reorganizaci přesunuta do římského města Viroconium Cornoviorum (ve Wroxeteru), aby nahradila legii zvanou „Legio XIV Gemina”, kterou z Británie stáhl císař Nero. Vznikla tím linie pevností směřující od Exeteru na severovýchod do Lincolnu a pevnost Burrium přestala být potřebná.
Na jihozápadě zůstávala legie zvaná Legio II Augusta. V té době ji z pevnosti Isca Dumnoniorum v Exeteru v hrabství Devon přesunuli do nové pevnosti nazvané Glevum v Gloucesteru v hrabství Gloucestershire (na jihozápadě Anglie, poblíž nynějších hranic Walesu).

### Nová pevnost
Pevnost dále hájila nepočetná posádka do roku 74 nebo 75, kdy byla vybudována nová legionářská pevnost o zhruba 12 km níž po řece Usk v Caerleonu (u města Newport); toto místo bylo méně náchylné k záplavám a snáze tam šlo zajistit zásobování z moře. Ani pak nebylo Burrium Římany zcela opuštěno, postavili tam malou pomocnou pevnost, která však do 2. století nevydržela. Z pevnosti se nedochovalo nic.

### Civilní osada

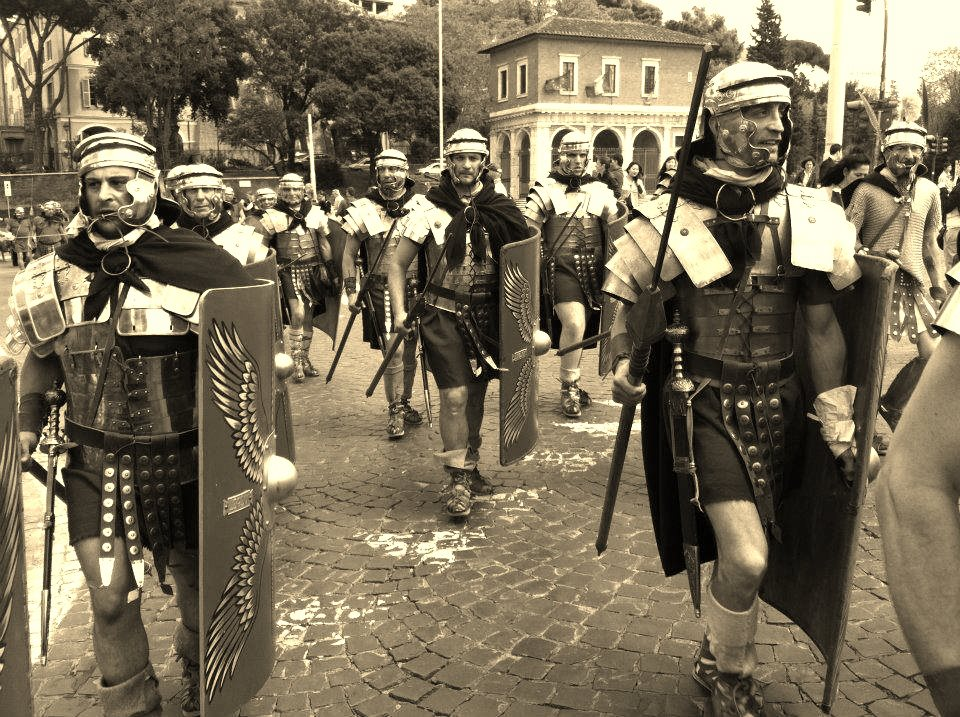
Rekonstrukce - legionáři Dvacáté legie

V místě křížení hlavních ulic pevnosti vyrostla civilní osada vicus, v níž pravděpodobně žili i vojenští veteráni. Nadále se využívaly staré vojenské silnice. Osada prosperovala do 4. století, ale v město se zřejmě nerozrostla, třebaže v ní pravděpodobně stálo mansio (z latinského výrazu pro „bydliště", „setrvání", „stanoviště"), jedno z ubytovacích zařízení na římské silnici, které ústřední vláda udržovala pro úředníky na služebních cestách.

## Novověk
První, kdo dal Římany do souvislosti s dějinami města Usk, byl William Camden (1551-1623), který poznal, že pevnost Burrium stála právě zde. K prvním nálezům zbytků starověké pevnosti došlo ve 40. letech 19. století, když se v Usku stavěla věznice.

### Vykopávky ve 20. století
V 70. letech začaly první oficiální vykopávky, ale ty pozdější, rozsáhlejší,
které probíhaly v 60. a 70. letech století dvacátého, vytvořily základ pro mnohem přesnější představu o podobě vojenské pevnosti a vývoji zdejšího osídlení. Mimo jiné tam byly odhaleny dva sklady potravin nezbytných pro zásobování početného vojska, dílny a část obytného domu, vše ze dřeva.

## Galerie

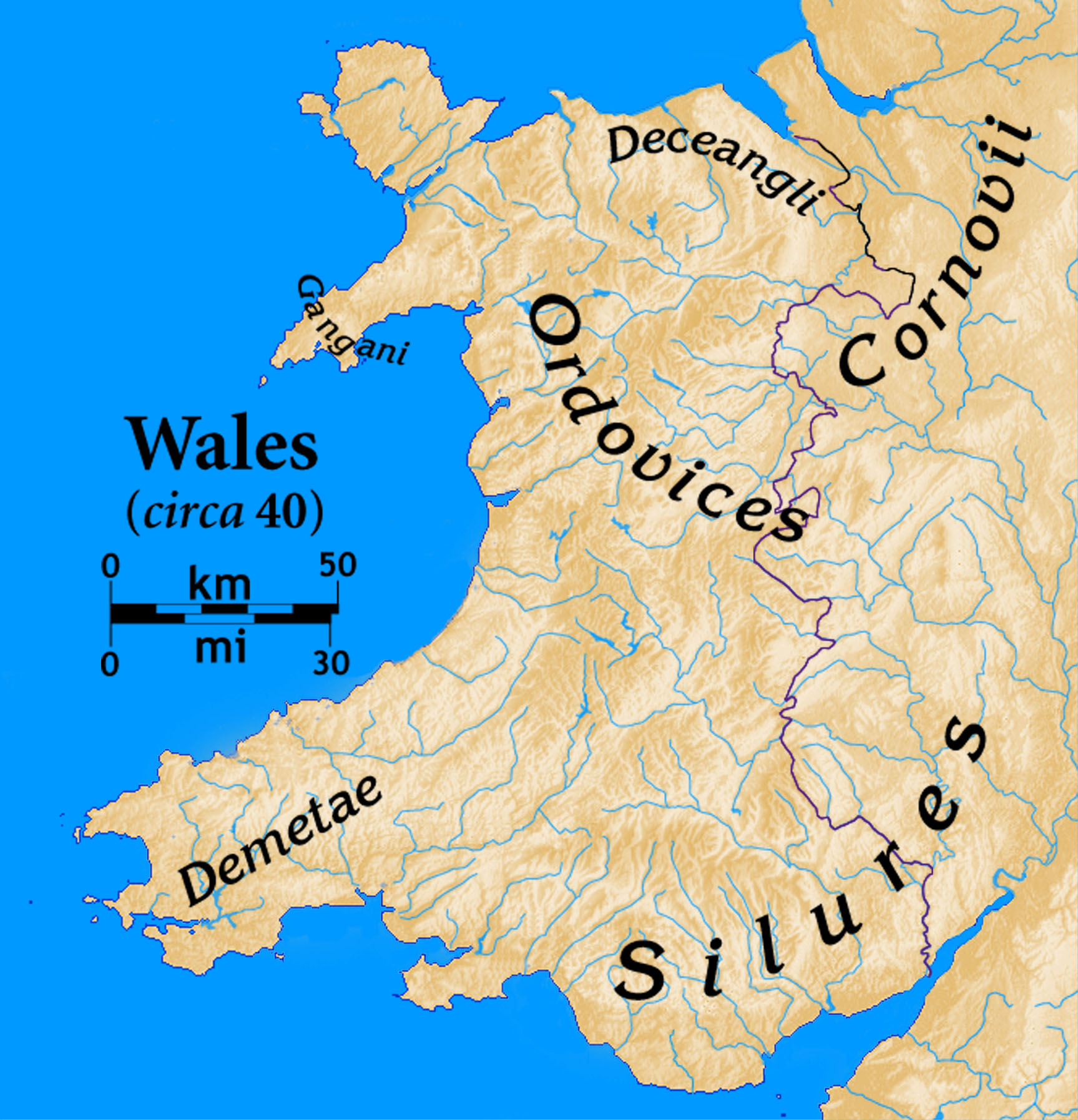
Kmeny ve Walesu v době římské invaze. Moderní hranice Walesu zakreslena pro snazší orientaci
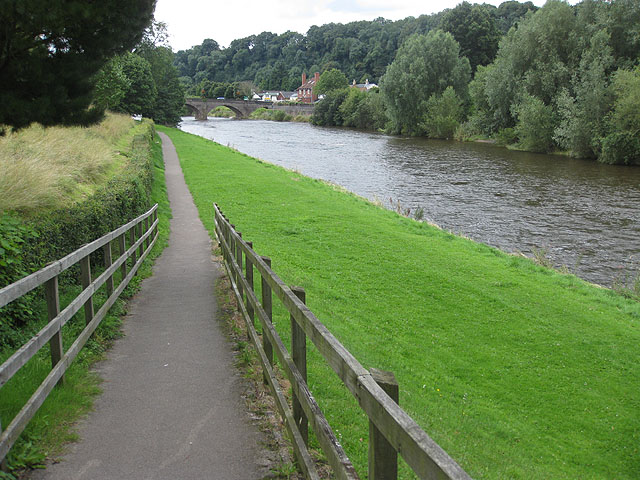
Řeka Usk, svého času hranice Římské říše